# ラブライブ!サンシャイン!! The School Idol Movie Over the Rainbow
『ラブライブ！サンシャイン!! The School Idol Movie Over the Rainbow』（ラブライブ サンシャイン ザ スクールアイドルムービー オーバーザレインボー）は、サンライズ制作の日本のアニメーション映画。メディアミックスプロジェクト『ラブライブ！サンシャイン!!』の一作品。
テレビアニメ『ラブライブ！サンシャイン!!』第2期の続編となり、2019年1月4日から松竹系で公開された。
『ラブライブ!The School Idol Movie』では、ニューヨークが舞台であることが明言されていなかったが、本作ではイタリアが舞台であることが明言されている。

## あらすじ
春休み。浦の星女学院のスクールアイドルとして参加する最後の「ラブライブ！」で優勝を果たしたAqoursはメンバーで話し合って編入先の学校でもAqoursを続けることを決めていた。3年生が卒業旅行に行く中、2年生、1年生は編入準備を始めるが、新しい通学先に指定された場所にあったのは「分校」の表札がかかった古い小さな校舎だった。曜の従姉妹で編入先の学校「静真高等学校」の生徒会長をしている渡辺月によると静真では旧浦の星生徒を編入させることに一部保護者が強硬に反対しており、結果、分校に隔離する措置がとられたという。反対派保護者は部活動の成績が著しくなかった旧浦の星生徒が入ることで強豪校である静真に悪影響があることを懸念しているという。このままでは満足にスクールアイドル活動も出来ない千歌達6人は、月の協力で静真の部活動報告会でミニライブを行い、「ラブライブ！」優勝校である浦の星の部活動の実績を示そうとするも、初歩的ミスを犯しライブは大失敗に終わってしまう。
意気消沈するも、ライブの失敗はライブで取り戻すしかないと次なるライブ開催を決め、海岸の砂浜で練習を再開した6人。そこに卒業旅行中だったSaint Snowの鹿角姉妹が訪れる。千歌達の現状を見た聖良は、3年生がいない不安からくる精神的な乱れから今のAqoursは全く力を出せていないと指摘する。一方、Saint Snowの方でも理亞の新グループ作りが上手くいっていないことを千歌達は知る。すると突然、海岸に小原家のヘリコプターが降下し鞠莉の母が現れる。鞠莉の母は「イタリアへ卒業旅行に行った鞠莉はじめ3人が行方不明になっているので探しに行って欲しい」と依頼する。聖良の勧めもあり、千歌達は一度3年生に会って新しいAqoursについて相談するためにもイタリア行きを承諾する。
3年生が滞在しているらしいヴェネツィアに向かった一行は3年生3人に接触できたものの、3人はメッセージを残し、逃げ去ってしまう。メッセージのヒントを解いてフィレンツェに移動した千歌達は鞠莉達が隠れている屋敷を見つけ出し、3人と合流する。そして行方不明の真相は鞠莉の現状に不満を持つ鞠莉の母が結婚の縁談を強引に進めようすることに反発して3人が連絡を絶っていたこと、鞠莉の母の捜索依頼の目的は千歌達と連絡を取るところを狙って3人を確保することにあったと知る。ところが千歌達の後をつけていた鞠莉の母がその場に乗り込んで来て、鞠莉は母と衝突する。スクールアイドル活動はじめ鞠莉の近況の意味を認めない母に対し、鞠莉はスクールアイドルの素晴らしさを証明できれば、自分の行動の自由を認めて欲しいと訴える。Aqoursは鞠莉の母を納得させるライブを行うためローマに移動、市内のホテルで千歌達からの相談を受けた果南達は「気持ちは何時も一緒にいる」と千歌達を激励する。Aqoursのスペイン広場でのライブは、市民や観衆の喝采を浴びて大成功を収め、鞠莉の母も鞠莉の活動への見方を改める。
帰国してライブの準備を進めるAqoursは聖良から「新しいグループ作りが暗礁に乗り上げている理亞を静真に転校させて、Aqoursに加入させたい」と相談を受ける。しかし理亞の心を慮ったルビィはAqours加入は理亞の夢ではないと反対する。理亞を励まし、これまでのSaint Snowについて気づいてもらうためには、理亞の叶えられなかった夢を叶えるのが一番だと結論を出したAqoursはSaint Snowと自分達だけの「ラブライブ！」の「決勝延長戦」を開催する。聖良はそこで理亞に「Saint Snowはずっと理亞の心に残っており、追いかける必要はない」と語り、理亞は再出発への新たな力を得る。そして千歌も又、ローマのライブと延長戦を経たことで新しいAqoursの形を見出していた。
ライブの前日、分校で準備の詰めの作業を行う旧浦の星生徒達の所に、月の撮影・配信したAqoursの活動に感化された静真の生徒達がサポートに訪れる。月はAqoursの「本気で楽しむ」姿勢は静真が大いに学ぶところがあったと述べ礼を言う。夕方、3年生達と合流しAqoursの9人は別れを告げるため浦の星女学院の旧校舎を訪れる。そして、9人はこれまでの自分達の歩みが決して消えないものであることを確信する。
翌日、沼津駅南口で新生Aqoursのライブが開催される。観客の盛況の中、千歌達の新たな出発を見届けた3年生達は新たな場所に旅立っていく。それでも千歌達6人の心の中で3年生3人は同じステージに共に立っていた。その後、静真と旧浦の星は正式統合して分校措置は撤回となり、函館では新グループのメンバー勧誘活動をする理亞に声をかける少女がいた。そして…内浦の海岸の砂浜ではAqoursに憧れ、「高校生になったらスクールアイドルになって輝きたい」と夢見る少女達の声が響いていた。

## スタッフ
- 原作 - 矢立肇
- 原案 - 公野櫻子
- 監督・ライブパート絵コンテ - 酒井和男
- 脚本 - 花田十輝
- 絵コンテ - 酒井和男、誌村宏明
- 演出 - 亀井治、藤井康晶、鈴木孝聡、志賀翔子、宮西哲也、三宅和男、綿田慎也、酒井和男
- ライブパート演出 - 酒井和男、八木郁乃、安藤尚也
- キャラクターデザイン - 室田雄平
- 総作画監督 - 佐野恵一、小林真平、酒井香澄、湯本佳典、森本由布希、奥田陽介、藤井智之、室田雄平
- 作画監督 - 市原圭子、尾尻進矢、若山政志、とみながまり、大島美和、志賀道憲、滝本祥子、古川英樹、江上夏樹、久松沙紀、渡邊敬介、井元一彰、斎藤香、平山円、山内尚樹
- ライブパート作画監督 - 水野辰也、永富浩司、後藤望、佐藤誠之、堀井久美、尾尻進矢、斎藤香、横田拓己、中島渚
- セットデザイン - 高橋武之
- 美術監督 - 東潤一、杉浦美穂
- 色彩設計 - 横山さよ子
- CGディレクター - 黒崎豪
- CG制作 - サブリメイション、サンライズ D.I.D.スタジオ
- 撮影監督 - 杉山大樹
- 編集 - 今井大介
- 音響監督 - 長崎行男
- 音楽プロデューサー - 大久保隆一
- 音楽 - 加藤達也
- 音楽制作 - サンライズ音楽出版、バンダイナムコアーツ
- プロデューサー - 平山理志、槙本裕紀
- アニメーション制作 - サンライズ
- 製作 - 2019 プロジェクトラブライブ！サンシャイン!!ムービー（サンライズ、バンダイナムコアーツ、ブシロード、KADOKAWA）
- 配給 - 松竹

## 登場人物

### Aqours
- 高海千歌（声 - 伊波杏樹）
- 桜内梨子（声 - 逢田梨香子）
- 松浦果南（声 - 諏訪ななか）
- 黒澤ダイヤ（声 - 小宮有紗）
- 渡辺曜（声 - 斉藤朱夏）
- 津島善子（声 - 小林愛香）
- 国木田花丸（声 - 高槻かなこ）
- 小原鞠莉（声 - 鈴木愛奈）
- 黒澤ルビィ（声 - 降幡愛）

### Saint Snow
- 鹿角聖良（声 - 田野アサミ）
- 鹿角理亞（声 - 佐藤日向）

### Aqoursの親族
- 渡辺月（声 - 黒沢ともよ）
- 鞠莉の母（声 - 矢島晶子）

## 主題歌・挿入歌
作詞は畑亜貴。主題歌はクレジット上では挿入歌扱い。
オープニングテーマ
「僕らの走ってきた道は…」
作曲・編曲 - EFFY / 歌 - Aqours

エンディングテーマ
「Next SPARKLING!!」
作曲・編曲 - Carlos K. / 歌 - Aqours

挿入歌
「逃走迷走メビウスループ」
作曲・編曲 - 山口朗彦 / 歌 - 松浦果南（諏訪ななか）、黒澤ダイヤ（小宮有紗）、小原鞠莉（鈴木愛奈）
「Hop? Stop? Nonstop!」
作曲 - Kanata Okajima、Keisuke Koyama / 編曲 - Keisuke Koyama / 歌 - Aqours
「Believe again」
作曲・編曲 - 河田貴央 / 歌 - Saint Snow
「Brightest Melody」
作曲 - 光増ハジメ / 編曲 - EFFY / 歌 - Aqours
「キセキヒカル」
作曲・編曲 - 加藤達也 / 歌 - Aqours

インスパイアソング
「Over The Next Rainbow」
作曲 - Kanata Okajima、TAKAROT / 編曲 - TAKAROT、Shinji Tanaka / 歌 - Saint Aqours Snow

## 製作・プロモーション
テレビアニメ第2期最終回放送後、完全新作の劇場アニメーションの制作が告知され、2017年12月31日の読売新聞の全国版朝刊に、劇場版予告の全面カラー広告が掲載された。
翌2018年6月9日、ライブイベント「ラブライブ！サンシャイン!! Aqours 3rd LoveLive! 〜WONDERFUL STORIES〜」にてタイトルと公開日が発表された。また、公開前日の2019年1月3日の静岡新聞の朝刊に全面カラー広告が掲載され、更に公開初日の2019年1月4日の読売新聞の全国版朝刊に、公開初日を予告する全面カラー広告が9人のメンバー1人ずつ地域別に分けられて掲載された。
前作の劇場版同様、金曜日から翌週の木曜日までの週替わりの入場者特典として、以下のものが配布された。
- 1週目 - Welcome to theater! Aqoursスペシャルメッセージカード（Aqoursのメンバー9人のメッセージが書かれたパスポート型の二つ折りカード）
- 2 - 4週目 - 描き下ろし複製ミニ色紙（キャラクターデザイン室田雄平の描き下ろしイラストを使用したミニ色紙で、2週目は2年生メンバー、3週目は1年生メンバー、4週目は3年生メンバー各3種の中からランダムで1枚配布）[10][11][12]
  - 4週目では大ヒット御礼企画として、2週目から4週目の色紙に各キャストの直筆サインを入れた特別バージョンが各劇場ごとに1枚以上含まれた。
- 5週目 - Aquorsの輝跡☆（映画の35mmフィルムの4コマをカットしてランダム配布）[13]
- 6週目 - 描き下ろしクリアファイル（描き下ろしイラストのAqoursメンバー9人の中からランダムで1枚配布）[14]
  - また大ヒット御礼企画として、クリアファイルに各キャストの直筆サインを入れた特別バージョンが各劇場ごとに1枚以上含まれた。
- 7週目 - 描き下ろし11人B3クリアポスター（AqoursとSaint Snowの11人を描いたクリアポスター）[15]
  - また大ヒット御礼企画として、クリアポスターにAqoursの各キャストの直筆サインを入れた特別バージョンが各劇場ごとに1枚以上含まれた。
- 8週目 - チビAqours缶バッジ（公式イラストレーター清瀬赤目の描き下ろしイラストを使用した缶バッジで、全9種の中からランダムで1個配布）[16]
- 9週目 - スペシャル複製色紙（キャラクターデザイン室田雄平の描き下ろしイラストを使用した通常サイズの色紙）[17]
  - また大ヒット御礼企画として、色紙に各キャストの直筆サインを入れた特別バージョンが各劇場ごとに1枚以上含まれた。
- 10週目 - ブロマイド風Aqoursスペシャルカード（Aqoursメンバーとキャストの写真が1枚になったカードで、衣装が制服バージョンと未来の僕らは知ってるよバージョンの全18種）[18]
  - 　また大ヒット御礼企画として、カードに各キャストの直筆サインを入れた特別バージョンが各劇場ごとに1枚以上含まれた。
- 11週目以降 - Aqoursの輝跡☆（5週目特典のフィルムを再配布。3月15日以降に上映開始となる劇場でも、このフィルムが配布される）[19]

## 評価
フィルマークスの2019年1月第2週公開映画の初日満足度ランキングでは、レビュー平均評価3.76を獲得し、1位となった。
興行成績としては、公開初週土日の5・6日の映画観客動員ランキングで第8位、第2週の土日でも8位となった。公開から25日目の1月28日に観客動員数が50万人を突破。公開から50日目の2月22日に興行収入が10億円を突破。最終的な興行収入は13.0億円となった。

## その他
- 上映開始前にフォトセッションがあり、この時に限りスクリーンの撮影が許可されている（アイコンのAqoursメンバー1人が、フォトセッションについての注意事項などの説明の後、対象となるメンバー1人の画像が出される[注 1]。ただし、動画撮影やフラッシュを使用しての撮影は不可）。なお、このフォトセッションは映画盗撮防止法を告知する映像（いわゆるNO MORE 映画泥棒）の後に上映される劇場がほとんどのため、フォトセッション終了後に改めて注意喚起が行われる。
- 2020年9月4日～9月10日には池袋・グランドシネマサンシャイン「gdcsアニメーション映画特集 “Anime! Anime!! Anime!!!”」にて期間限定上映がされた[23]。また、シネマサンシャインオリジナル規格のプレミアムシアター “BESTIA（ベスティア） ” での上映もされた。上映開始前に行われたフォトセッションは実施されなかった。
- 劇中にてベネチアで飲食するシーンが描写されているが、実際のベネチアではこういった行為が禁止されており、エンドロール中に注意喚起がされている。
- 地上波では、2021年5月2日にNHKEテレで本作品が初放送され[24]、同年6月28日深夜にNHK総合でも放送された[25]。